# Västerhus
Västerhus – miejscowość (tätort) w Szwecji w gminie Örnsköldsvik w regionie Västernorrland. Około 275 mieszkańców.